# سجده آبراهامسون
سجده آبراهامسون (انگلیسی: Sejde Abrahamsson؛ زادهٔ ۲۴ ژانویهٔ ۱۹۹۸) بازیکن فوتبال اهل سوئد است که در حال حاضر برای باشگاه فوتبال کلوب یو ال ای، بخش زنان باشگاه فوتبال کلوب بروژ در بلژیک در پست مدافع میانی بازی می‌کند. 
از باشگاه‌هایی که در آن بازی کرده است می‌توان به باشگاه فوتبال کیف اوربرو دی‌اف‌اف اشاره کرد.
وی همچنین در تیم‌‌های ملی فوتبال زیر ۱۵ سال و زیر ۲۳ سال سوئد و همچنین بزرگسالان زنان ترکیه بازی کرده است.

## دوران باشگاهی

### در کشور سوئد
سجده آبراهامسون در پست دفاع وسط بازی می‌کند.
او سال‌های اولیه حرفه‌ای خود را در باشگاه زادگاهش باشگاه فوتبال کیف اوربرو دی‌اف‌اف گذراند. او در مدت عضویتش در باشگاه فوتبال کیف اوربرو دی‌اف‌اف، در نوبت اول عضویت، صرفا در جریان مسابقات لیگی توانست ۱۹ بار برای این تیم به میدان برود.
پس از سه فصل حضور در لیگ سوئد، در فصل ۲۰۱۸–۲۰۱۷ به باشگاه فوتبال زنان هامارابی مستقر در استکهلم، سوئد، پیوست. او دو فصل با پیراهن باشگاه فوتبال زنان هامارابی بازی کرد و در جریان مسابقات لیگ، ۴۱ بار وارد زمین بازی شد. هرچند در آخرین بازی فصل موفقیت‌آمیز هامارابی، دچار مصدومیت سنگین پارگی رباط صلیبی شد.
سجده آبراهامسون در فصل ۲۰۱۹، به باشگاه سابق خود باشگاه فوتبال کیف اوربرو دی‌اف‌اف بازگشت تا دوره توانبخشی را کامل کند. در این مقطع او قسمت زیادی از فصل را از دست داد اما با این‌حال ۱۲ بازی انجام داد و تنها گل خود در مسابقات لیگ سوئد را به ثمر رساند.
در فصل ۲۰۲۰ به باشگاه فوتبال زنان پیتیا پیوست و در ۲۰ مسابقه در زمین رقابت کرد. سپس در انتهای فصل از سوئد خارج شد.

### در کشورهای خارجی
حضور او در لیگ‌های خارجی از زمستان ۲۰۲۰ آغاز شد وقتی باشگاه فوتبال زنان پیتیا در سوئد را ترک کرد تا به باشگاه فوتبال زنان سویا در اسپانیا بپیوندد، جایی که فقط چند بازی انجام داد به دلیل مصدومیت بسیاری از بازی‌ها را از دست داد. در ژوئیه ۲۰۲۱، با باشگاه ایتالیایی باشگاه فوتبال زنان ناپولی در سری آ زنان قرارداد امضا کرد. در سال ۲۰۲۲ برای باشگاه چکی باشگاه فوتبال زنان اسلاویا پراگ بازی کرد. در فصل ۲۰۲۴–۲۰۲۳ به باشگاه فوتبال کلوب یو ال ای، بخش زنان باشگاه فوتبال کلوب بروژ در بلژیک، انتقال یافت.

## دوران ملی

### سوئد
آبراهامسون در سپتامبر ۲۰۱۳ به تیم ملی فوتبال زیر ۱۵ سال زنان سوئد دعوت شد تا در دو بازی مقابل نروژ شرکت کند.
در سن ۲۰ سالگی، در سال ۲۰۱۸ به تیم ملی فوتبال زیر ۲۳ سال زنان سوئد راه یافت.

### ترکیه
آبراهامسون در ژوئیه ۲۰۲۳ به تیم ملی فوتبال زنان ترکیه به عنوان هافبک دعوت شد. او از طریق تبار واجد شرایط بود. او در دو بازی دوستانه در فوریه ۲۰۲۴ بازی کرد، و تنها گل پیروزی بخش تیمش مقابل تیم ملی فوتبال زنان رومانی را به ثمر رساند. اولین بازی رسمی خود را در مسابقات مقدماتی یورو ۲۰۲۵ زنان مقابل تیم ملی فوتبال زنان سوئیس انجام داد.

## زندگی شخصی و شیوه بازی
سجده آبراهامسون با پیشینه چندفرهنگی خود نمادی از تنوع در فوتبال زنان است. او که در سوئد متولد شده و ریشه‌های ترکی دارد، توانسته است در هر دو کشور در سطح ملی بازی کند. انتقال او به لیگ‌های مختلف اروپایی از اسپانیا تا ایتالیا و بلژیک، نشان‌دهنده انعطاف‌پذیری و تطبیق‌پذیری بالای این بازیکن است.
مهارت‌های دفاعی قوی، هوش تاکتیکی و توانایی بازی در پست‌های مختلف خط دفاعی از ویژگی‌های بارز بازی اوست. آبراهامسون با وجود چالش‌های متعدد از جمله مصدومیت‌های جدی، همواره نشان داده است که اراده و پشتکار لازم برای بازگشت به میدان را دارد.